# Miedwieżje-Sańkowo
Miedwieżje-Sańkowo (ros. Медвежье-Саньково) – rosyjska eksklawa na Białorusi. Należy do rejonu złynkowskiego w obwodzie briańskim i od właściwej granicy białorusko-rosyjskiej dzieli ją około 800 metrów (są to trudne do przebycia tereny bagienne). Enklawa otoczona jest ze wszystkich stron terytorium rejonu dobruskiego w białoruskim obwodzie homelskim.

## Historia
Wsie Sańkowo (52°28′50″N 31°33′00″E/52,480556 31,550000) oraz Miedwieżje (52°28′50″N 31°34′12″E/52,480556 31,570000) założone zostały prawdopodobnie przez osadników rosyjskich, którzy powróciwszy przed I wojną światową z emigracji zarobkowej zakupili od właściciela ziemskiego Szwedowa tereny o powierzchni około 4,5 km² (454 ha), obejmujące uroczyska Miedwieżja polana oraz Sanina Dubrawa.
W latach dwudziestych XX wieku ludność tego terenu, w niejasnych dla historyków okolicznościach, zdecydowała o pozostaniu w granicach RFSRR. W 1926 roku, wraz z likwidacją guberni homelskiej, teren ten został przyłączony do ujezdu nowozybkowskiego guberni briańskiej RFSRR i znajdował się w obrębie dobrodiejewskiej administracji wiejskiej. W czasie II wojny światowej mieszkańcy wsi uczestniczyli w ruchu partyzanckim. Latem 1943 roku obie wsie zostały zniszczone przez wojska niemieckie.
W latach powojennych enklawę zamieszkiwało ponad 500 osób. Drastycznym ciosem dla tego terenu była katastrofa elektrowni jądrowej w Czarnobylu. Ziemie te okazały się jednymi z najbardziej skażonych w wyniku wybuchu. Na początku lat dziewięćdziesiątych zamieszkiwało jeszcze na tym terenie kilkadziesiąt osób, w większości w starszym wieku, które odmówiły przesiedlenia. Obecnie nie ma tam stałych mieszkańców. 
Impulsem dla odnowy życia w enklawie stać się mogą odkryte tam duże złoża kredy. Mimo ogromnego skażenia radioaktywnego, przekraczającego dopuszczalne normy ponad 80 razy, leżące głęboko pod ziemią złoża prawdopodobnie nie są napromieniowane.